# Mark X (Panzer)
Der Mark X, ursprünglich Mark V***, war das nur auf dem Papier bestehende Vorhaben eines britischen Panzers des Ersten Weltkrieges und sollte eine verbesserte Version des Mark V darstellen.
Der Bau der Fahrzeuge war nur für den Fall vorgesehen, dass das Projekt des Mark VIII – von diesem Modell waren für das Jahr 1919 bereits ein Baulos von 2000 Stück vorgesehen – sich als nicht realisierbar erweisen sollte. Der Mark X sollte mit möglichst vielen Teilen des Mark V produziert werden, wobei man die Manövrierfähigkeit und auch den Fahrkomfort für die Besatzung verbessern wollte.